# Gustav Wiedersperg
Gustav Wiedersperger von Wiedersperg (10. března 1839 Vodice – 8. května 1898 Vídeň) byl český šlechtic a politik, poslanec Českého zemského sněmu a Říšské rady.

## Životopis
Vystudoval gymnázium a pak absolvoval Karlo-Ferdinandovu univerzitu, kde roku 1862 získal titul doktora všeobecného lékařství. Později převzal deskový statek v rodné Vodici, který ale koncem 19. století prodal.
Zapojil se i do politiky. Od roku 1883 byl poslancem Českého zemského sněmu za nesvěřenecký velkostatek. Mandát obhájil v zemských volbách roku 1895. Byl členem Strany konzervativního velkostatku. Na sněmu se zaměřoval na zdravotnická témata a otázky veřejné hygieny.
Ve volbách roku 1879 se stal i poslancem Říšské rady (celostátní zákonodárný sbor), kde zastupoval kurii venkovských obcí, obvod Tábor, Soběslav atd. Mandát obhájil za stejný okrsek ve volbách roku 1885. Opětovně byl zvolen ve volbách roku 1891 a volbách roku 1897, nyní již za velkostatkářskou kurii. Ve vídeňském parlamentu setrval do své smrti roku 1898. Pak ho na poslaneckém křesle nahradil Erich Salm-Reifferscheidt.
Po volbách v roce 1879 se na Říšské radě připojil k Českému klubu (jednotné parlamentní zastoupení, do kterého se sdružili staročeši, mladočeši, česká konzervativní šlechta a moravští národní poslanci). Jako člen parlamentního Českého klubu se uvádí i po volbách v roce 1885.